# Wilgotne miejsca (film)
Wilgotne miejsca (niem. Feuchtgebiete) – niemiecki komediodramat z 2013 roku w reżyserii Davida Wnendta. Adaptacja powieści pod tym samym tytułem z 2008 roku autorstwa Charlotte Roche. Zdjęcia kręcono w Berlinie i na Majorce.

## Obsada
- Carla Juri jako Helen Memel
- Christoph Letkowski jako Robin
- Meret Becker jako matka Helen
- Axel Milberg jako ojciec Helen
- Marlen Kruse jako Corinna
- Peri Baumeister jako siostra Valerie
- Edgar Selge jako dr Notz
- Amelie Plaas-Link jako Cordelia

i inni.